# Робен Дювіллар
Робен Дювіллар (фр. Robin Duvillard, 2 грудня 1983) — французький лижник, олімпійський медаліст. 
Бронзову олімпійську медаль Робен виборов на Іграх 2014 року в Сочі в складі французької естафетної команди. 

## Зовнішні посилання
- Досьє на сайті FIS

1. ↑  http://www.sport-u.com/universiade_hiver_2007/guide_equipe_france.pdf